# Natalie Dianová
Natalie Dianová (Valašské Meziříčí, 1º gennaio 1989) è una pentatleta ceca.

## Palmarès
In carriera ha conseguito i seguenti risultati:
- Mondiali:

Londra 2009: oro nella staffetta.
Berlino 2015: oro nella staffetta mista.
- Europei

Lipsia 2009: oro nella staffetta.
Sofia 2012: bronzo nella staffetta mista.
Sofia 2016: oro nella staffetta mista.